# Pujllay banderas
El Pujllay banderas es una danza femenina de Bolivia que se realiza para celebrar la Navidad el día 25 de diciembre. Esta danza se celebra en el pueblo de Pati Pati, que está ubicado en la provincia de Frías del departamento de Potosí.

## Fiesta

### Preparación y práctica
La fiesta empieza el 25 de diciembre. Temprano por la mañana las mujeres solteras empiezan a flamear sus banderas blancas. Se colocan en fila por estatura y bailan con sus banderas acompañadas de música de banda. Después llegan a la puerta de la iglesia del pueblo y ahí asisten a una misa. Una vez terminada la misa, las comparsas de bailarinas salen en procesión acompañadas por el cura, niños y niñas. Los niños cargan banderas de latón y guirnaldas hechas de cebollas, pan y rosquetes, mientras que las niñas llevan figuras que representan a un niño Jesús. Cuando ha terminado la procesión, las mujeres solteras dejan sus banderas y las mujeres mayores comienzan a bailar entre ellas, tomadas de los brazos. Posteriormente, todos se retiran a sus casas a celebrar entre sus comparsas. Al día siguiente, el 26 de diciembre se escoge a las personas que se harán cargo de la fiesta el siguiente año.

### Vestimenta
Las mujeres que bailan están vestidas con polleras multicolores, mantas lisas con un ribete blanco y sombreros tanto de copa alta como baja. Las polleras las suelen llevar a la altura de la rodilla.

### Instrumentos
Los instrumentos que toca la banda musical y que acompañan a las bailarinas son rollanos y tambores que se denominan cajoritos. Los rollanos son instrumentos hechos de caña o madera que pertenecen a la familia de los pinquillos. Se los llama rollanos debido a que están envueltos en cueros delgados y se los suele dividir en dos tipos malecitos (mayores) y ayoritos (pequeños). 

## Wiphala blanca
La wiphala blanca fue un símbolo de la Nación Yampara que era ondeado en sus luchas contra realistas y patriotas en la guerra de la independencia. Actualmente en Pati Pati, que pertenece a la Nación Chaki, aún se usa la wiphala blanca.
Para algunos, la wiphala blanca simboliza "aculturación" en la baile del pujllay banderas, dado que la wiphala tradicional lleva múltiples colores que representan diferentes lugares. A su vez, también relacionan el color blanco de la wiphala con la pureza de las mujeres jóvenes que la llevan mientras bailan.